# 98
- Wikisource

| Calendário gregoriano                                                        | 98 XCVIII                     |
| Ab urbe condita                                                              | 851                           |
| Calendário arménio                                                           | -454 – -453                   |
| Calendário bahá'í                                                            | -1746 – -1745                 |
| Calendário budista                                                           | 642                           |
| Calendário chinês                                                            | 2794 – 2795                   |
| Calendário copta                                                             | -186 – -185                   |
| Calendário etíope                                                            | 90 – 91                       |
| Calendários hindus - Vikram Samvat - Calendário nacional indiano - Cáli Iuga | 153 – 154 19 – 20 3198 – 3199 |
| Calendário Holoceno                                                          | 10098                         |
| Calendário islâmico                                                          | 540 BH – 539 BH               |
| Calendário judaico                                                           | 3858 – 3859                   |
| Calendário persa                                                             | 524 BP – 523 BP               |
| Calendário rúnico                                                            | 348                           |
| Calendário solar tailandês                                                   | 641                           |

98 (XCVIII, na numeração romana) foi um ano comum do século I que começou numa segunda-feira, segundo o calendário juliano.  Segundo o horóscopo chinês, foi o ano do Cão.
| Ano completo                        |
| ----------------------------------- |
| Ano comum com início à quarta-feira |

## Eventos
- Marco Úlpio Nerva Trajano, natural da Hispânia, é aclamado imperador de Roma.

## Mortes
- 27 de Janeiro - Nerva, Imperador de Roma